# Budelière
Budelière is een gemeente in het Franse departement Creuse (regio Nouvelle-Aquitaine) en telt 755 inwoners (1999). De plaats maakt deel uit van het arrondissement Aubusson.

## Geografie
De oppervlakte van Budelière bedraagt 25,2 km², de bevolkingsdichtheid is 30,0 inwoners per km².

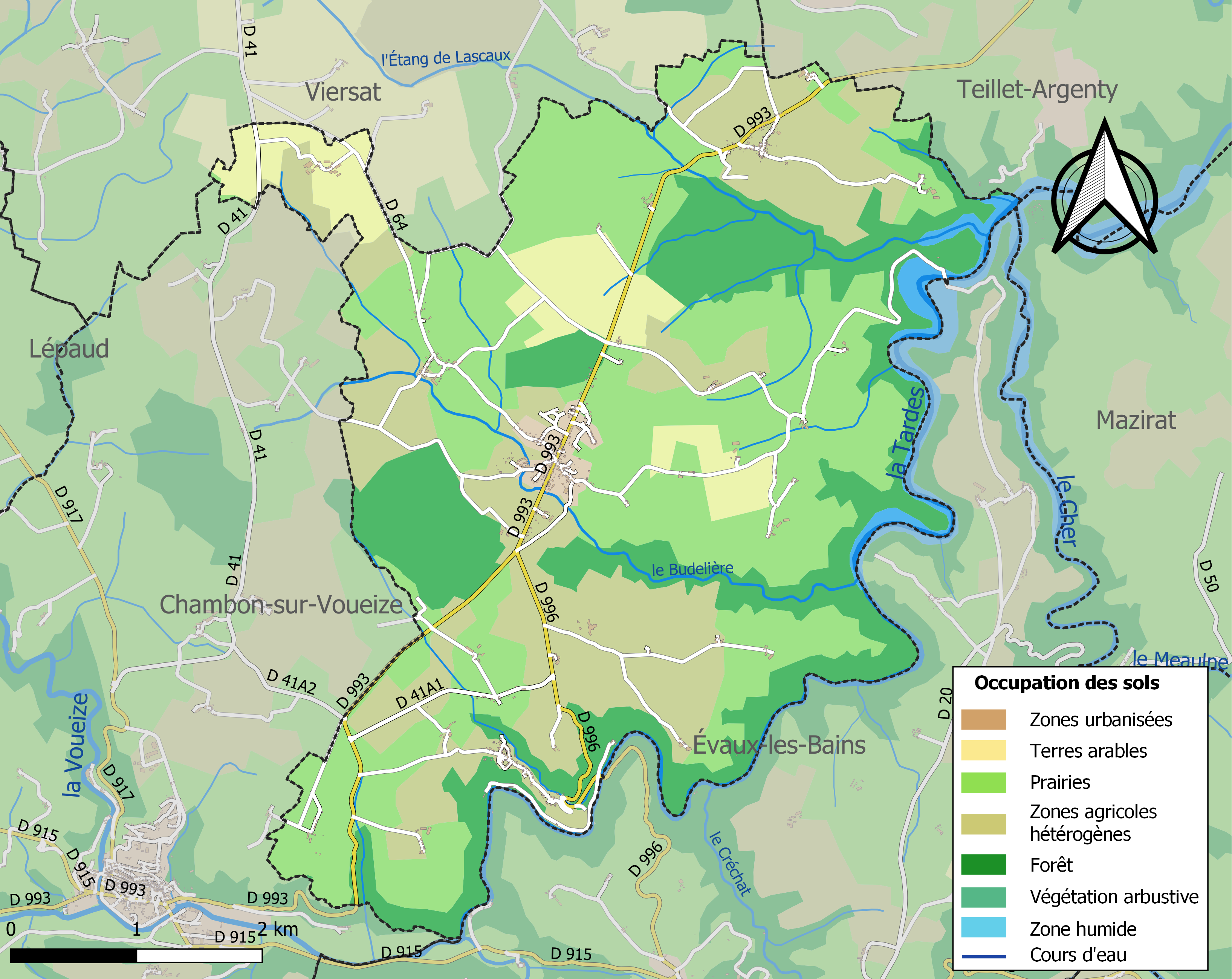
Kaart van de gemeente met de belangrijkste infrastructuur, bodemgebruik en omliggende gemeenten

## Demografie
Onderstaande figuur toont het verloop van het inwonertal (bron: INSEE-tellingen).

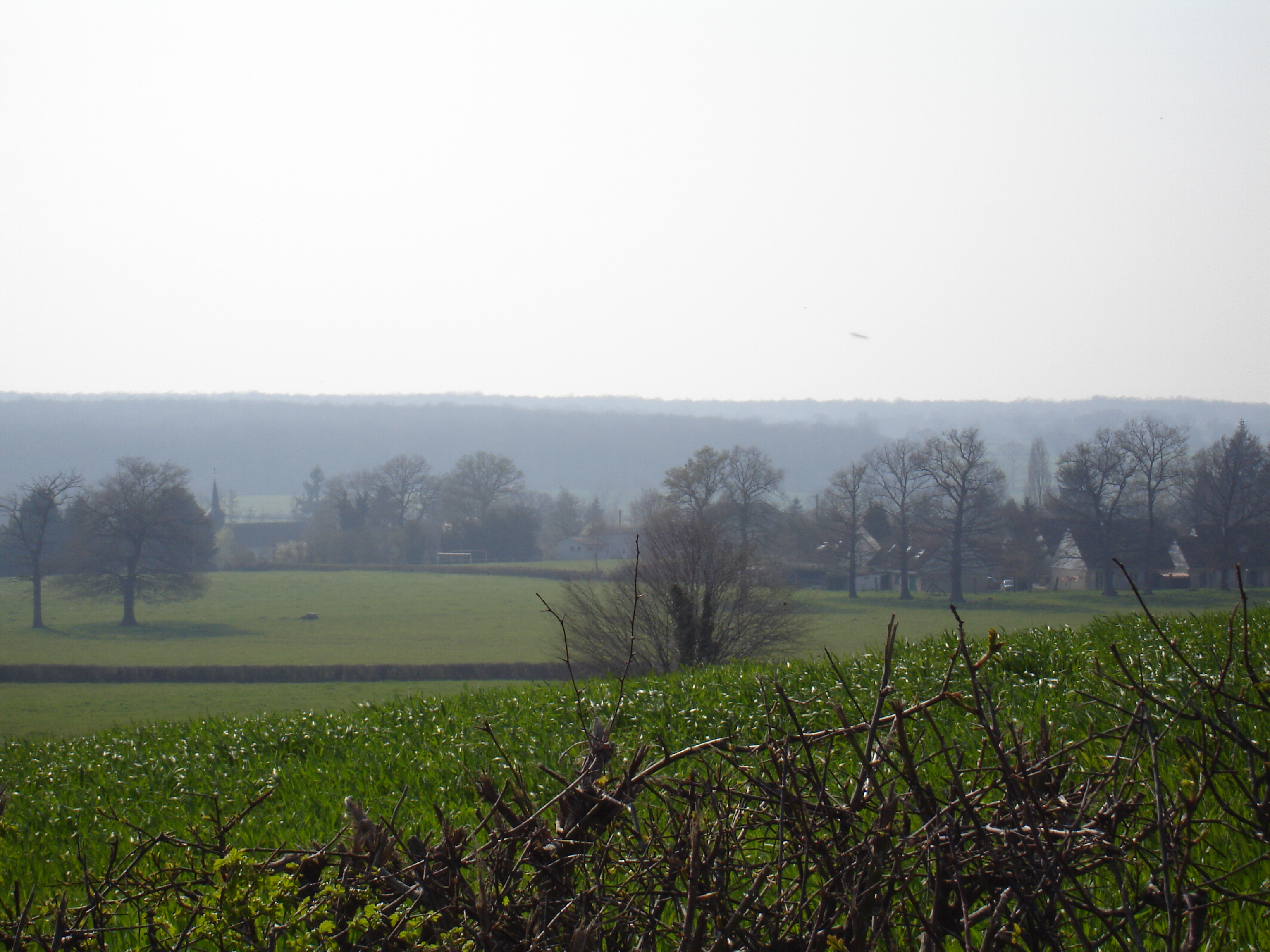
Budelière
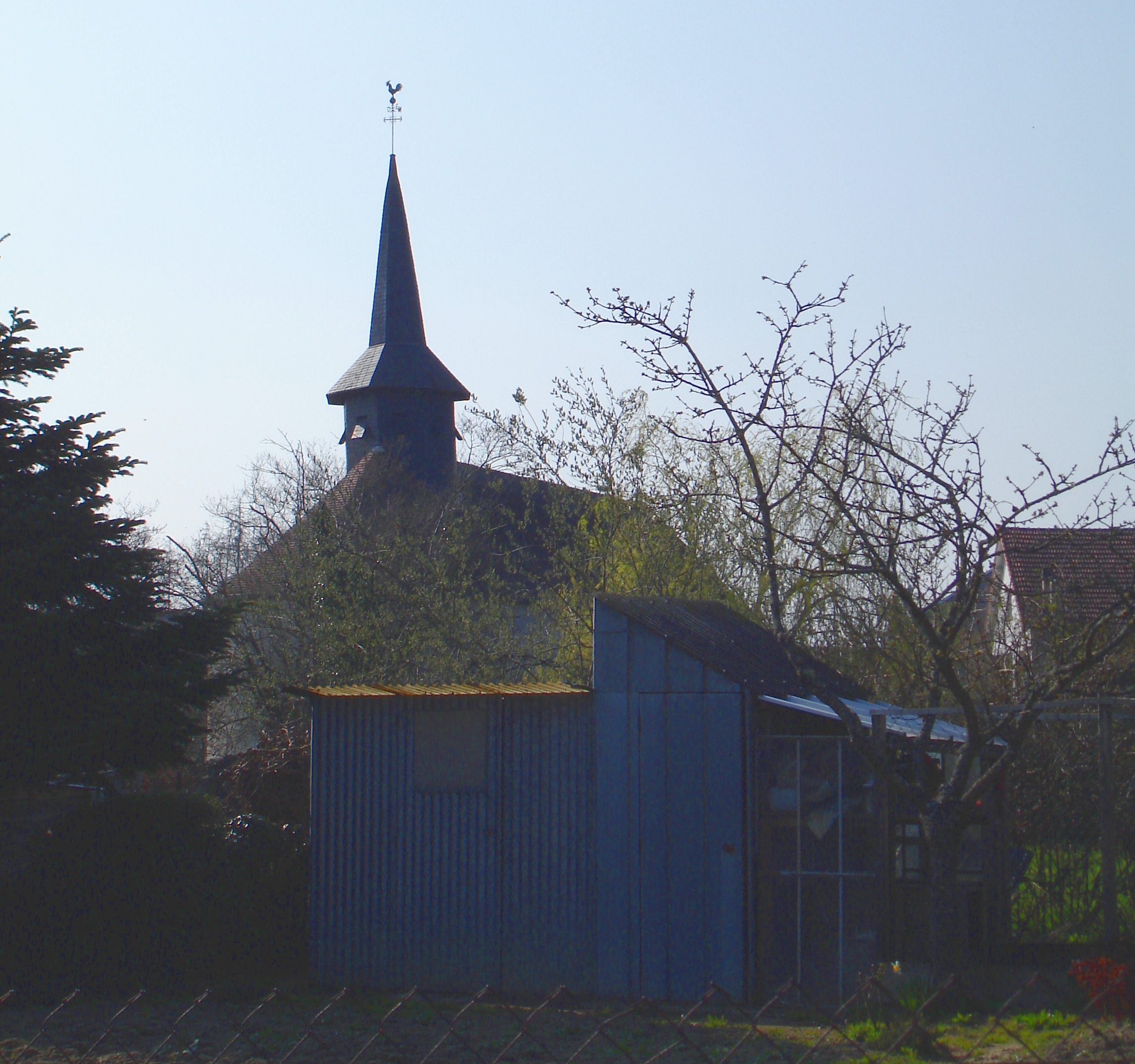
Kerk